# Ubice mog oca
Ubice mog oca je srbijanska televizijska serija iz 2016. godine.
Serija je prvu sezonu prikazivala na Prvom program RTS-a, od druge do četvrte je prikazivana na Nova S kanalu, od pete sezone serija se prikazuje na Superstar TV
U Hrvatskoj serija se prikazuje na kanalu RTL Adria od 1. travnja 2020. i na RTL-ovoj platformi videa na zahtjev Voyo.

## Radnja
Pratimo rad inspektora Aleksandra Jakovljevića i njegove pokušaje da riješi ubojstvo svoga oca Mileta, u međuvremenu rješava ostale slučajeve.

## Pregled serije
U Hrvatskoj serija se prikazuje na kanalu RTL Adria gdje je prikazana samo prva, peta i šesta sezona, a moguće ju je gledati i na RTL-ovoj platformi videa na zahtjev VOYO gdje su dostupne prva, peta i šesta sezona. Četvrta sezona mogla se pogledati cijela premijerno na platformi EON od 28. veljače 2020.
| Sezona | Epizoda | Srpsko prikazivanje | Srpsko prikazivanje | Hrvatsko prikazivanje | Hrvatsko prikazivanje | Hrvatsko prikazivanje                  |
| Sezona | Epizoda | Premijera           | Finale              | Premijera             | Finale                | RTL Play/Voyo                          |
| ------ | ------- | ------------------- | ------------------- | --------------------- | --------------------- | -------------------------------------- |
| 1      | 10      | 23. listopada 2016. | 1. siječnja 2017.   | 1. travnja 2020.      | 14. travnja 2020.     | od 1. ožujka 2021.                     |
| 2      | 12      | 18. prosinca 2017.  | 5. ožujka 2018.     | –                     | –                     | –                                      |
| 3      | 11      | 12. studenoga 2018. | 21. siječnja 2019.  | –                     | –                     | –                                      |
| 4      | 10      | 2. ožujka 2020.     | 4. svibnja 2020.    | –                     | –                     | –                                      |
| 5      | 12      | 8. siječnja 2022.   | 13. veljače 2022.   | 25. srpnja 2022.      | 9. kolovoza 2022.     | 10. siječnja 2022. – 20. veljače 2022. |
| 6      | 12      | 18. veljače 2023.   | 26. ožujka 2023.    | 5. rujna 2023.        | 16. rujna 2023.       | od 4. ožujka 2023.                     |

## Glavne uloge
| Lik                    | Glumac               | Sezona   | Sezona   | Sezona   | Sezona   | Sezona | Sezona |
| Lik                    | Glumac               | 1        | 2        | 3        | 4        | 5      | 6      |
| ---------------------- | -------------------- | -------- | -------- | -------- | -------- | ------ | ------ |
| Aleksandar Jakovljević | Vuk Kostić           | Glavna   | Glavna   | Glavna   | Glavna   | Glavna | Glavna |
| Predrag Marjanović     | Tihomir Stanić       | Glavna   | Glavna   | Glavna   | Glavna   | Glavna | Glavna |
| Mirko Pavlović         | Marko Janketić       | Glavna   | Glavna   | Glavna   | Glavna   | Glavna | Glavna |
| Jelena                 | Nina Janković Dičić  | Glavna   | Glavna   | Glavna   | Glavna   | Glavna | Glavna |
| Sava                   | Slavko Štimac        | Glavna   | Glavna   | Glavna   | Glavna   | Glavna | Glavna |
| Marija Radenković      | Katarina Radivojević | Glavna   | Glavna   |          |          |        |        |
| Olja Jakovljević       | Elizabeta Đorevska   | Glavna   | Glavna   | Glavna   | Sporedna |        |        |
| Zoran Janketić         | Miodrag Radonjić     | Sporedna | Glavna   | Glavna   | Glavna   | Glavna | Glavna |
| Miško                  | Slaviša Čurović      | Sporedna | Sporedna | Glavna   | Glavna   | Glavna | Glavna |
| Goran Dragojević       | Marko Vasiljević     |          |          | Sporedna | Glavna   | Glavna | Glavna |

- Vuk Kostić kao Aleksandar Jakovljević, inspektor iz Odjeljenja za krvne delikte
- Tihomir Stanić kao Predrag Marjanović, načelnik policije, kasnije direktor policije
- Marko Janketić kao Mirko Pavlović, inspektor iz Odjeljenja za krvne delikte i Aleksandrov partner i najbolji prijatelj
- Katarina Radivojević kao Marija Radenković, javna tužiteljica i Aleksandrova bivša djevojka
- Nina Janković Dičić kao Jelena, forenzičarka i Aleksandrova djevojka
- Elizabeta Đorevska kao Olja Jakovljević, Aleksandrova majka
- Slavko Štimac kao Sava, šef forenzičke laboratorije
- Miodrag Radonjić kao Zoran Janketić, inspektor iz Odjeljenja za krvne delikte
- Slaviša Čurović kao Miško, javni tužilac
- Marko Vasiljević kao Goran Dragojević, inspektor iz Odjeljenja za krvne delikte

## Vanjske poveznice
- Ubice mog oca u internetskoj bazi filmova IMDb-a (engl.)